# Hüttensteiner Tunnel
Der Hüttensteiner Tunnel ist ein Bahntunnel der ehemaligen Salzkammergut-Lokalbahn (SKGLB) zwischen Hüttenstein im Land Salzburg und Scharfling in Oberösterreich, in der Nähe des Mondsees.

## Geschichte
Die Scharflinger Höhe wurde von 1893 bis 1957 von der Schmalspurbahn unterquert, wobei im Personen- und Güterverkehr der Hüttensteiner Tunnel, auch Eibenberg Tunnel genannt, und der Kleine Tunnel (21 m) passiert wurden.  Mit einer Länge von 436 Metern war der Hüttensteiner Tunnel der zweitlängste auf der gesamten Strecke.
Vom Haltepunkt Hüttenstein aus verlief die ehemalige Bahntrasse direkt am Ufer des kleinen Krotensee vorbei unmittelbar in den Tunnel. Dabei bot sich ein beeindruckender Blick auf Schloss Hüttenstein. Dieser kurze Streckenabschnitt zählte daher zu den schönsten der gesamten Strecke.
Das Südportal des Hüttensteiner Tunnels wurde nach der Abtragung der Bahntrasse sowie der Modernisierung und dem Ausbau der Bundesstraße vollständig verschüttet. Seit der Stilllegung befindet sich dieser in Privatbesitz und wird vom Eigentümer als Munitionslager genutzt. Der Zugang zum Tunnel durch das Nordportal wird videoüberwacht.
Die Ischlerbahntrasse ist scharflingseitig (nordseitig) noch erhalten und führt bis vor das Tor des versperrten Hüttensteiner Tunnels. Heute verläuft die Mondsee Straße (B 154) über den Pass.

## Streckenintegration
Der Hüttensteiner Tunnel befindet sich zwischen der ehemaligen Haltestelle Hüttenstein (Streckenkilometer 28,3) und dem Kleinen Tunnel. Zwischen dem Tunnel und der Haltestelle Hüttenstein wurde eine Strecke von ungefähr 400 Meter zurückgelegt. Die Distanz zwischen dem Kleinen Tunnel und dem Hüttensteiner Tunnel belief sich auf ungefähr 660 Meter.

## Technische Beschreibung des Tunnel-Regelprofils
Die Geometrie des Salzkammergut-Lokalbahn-Tunnelprofils basiert auf drei Kreissegmenten mit unterschiedlichen Radien, die an ihren Schnittpunkten fließend ineinander übergehen. Dadurch entsteht eine harmonische Kontur, die statischen und dynamischen Belastungen gleichermaßen standhält. Das Profil ist symmetrisch zur Mittellinie ausgeführt, was eine gleichmäßige Lastverteilung und hohe Stabilität gewährleistet.
Am Tunnelboden wurde eine spitz zulaufende Senke integriert, die als Bettung für die Gleise und den Gleisschotter dient. Diese Vertiefung verbessert nicht nur die Stabilität des Gleisaufbaus, sondern erleichtert auch die Drainage, indem sie das Eindringen und Ableiten von Wasser optimiert, da die Tunnelwände nicht wasserdicht ausgebaut wurden.
Die Tunnelwände bestehen aus exakt aufeinander abgestimmten Natursteinblöcken, die nach dem Prinzip des selbsttragenden Gewölbes verbaut wurden. Diese Bauweise nutzt die einwirkenden Kräfte gezielt zur Selbstverstärkung: Unter Belastung verdichtet sich die Struktur, wodurch sich die Stabilität des gesamten Tunnels erhöht – ein bewährtes Konstruktionsprinzip historischer Ingenieurbauwerke.
Um den Zentrifugalkräften in Kurvenfahrten entgegenzuwirken und den Fahrkomfort zu verbessern, wurde in Kurvenpassagen eine Überhöhung von bis zu 42 mm vorgesehen. Dabei liegt eine Schiene höher als die andere, wodurch sich die auf das Fahrzeug wirkenden Kräfte besser ausgleichen und der Verschleiß der Schienen reduziert wird.
Im technischen Bericht der Salzkammergut-Lokalbahn aus dem Jahr 1890 werden vier Gebirgstypen definiert, denen jeweils ein spezifischer Tunnel-Regelquerschnitt zugeordnet ist.
Typ I wird in festen, nicht verwitternden Gesteinen ohne jeglichen Ausbau ausgeführt.
Typ II sieht eine Ausmauerung der Kämpfer- und Firstbereiche vor, die am Kalottenfuß ansetzt. Diese Bauweise wird empfohlen, wenn die Schichtungen in der oberen Leibung Loslösungen befürchten lassen.
Typ III umfasst eine durchgehende, 0,55 Meter starke Ausmauerung bis zur Sohle. Dieser Querschnitt wird in Gesteinen angewendet, die beim Ausbruch keine Zimmerung erfordern, bei denen jedoch mit Verwitterung oder Ablösungen im Laufe der Zeit zu rechnen ist.

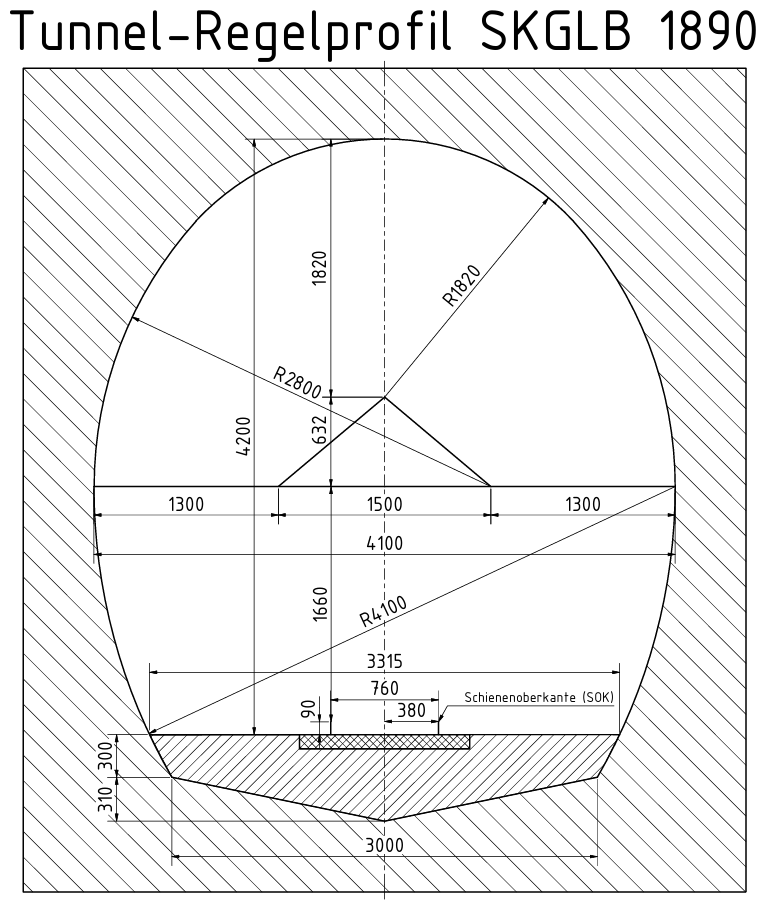
Tunnel-Regelprofil Typ I
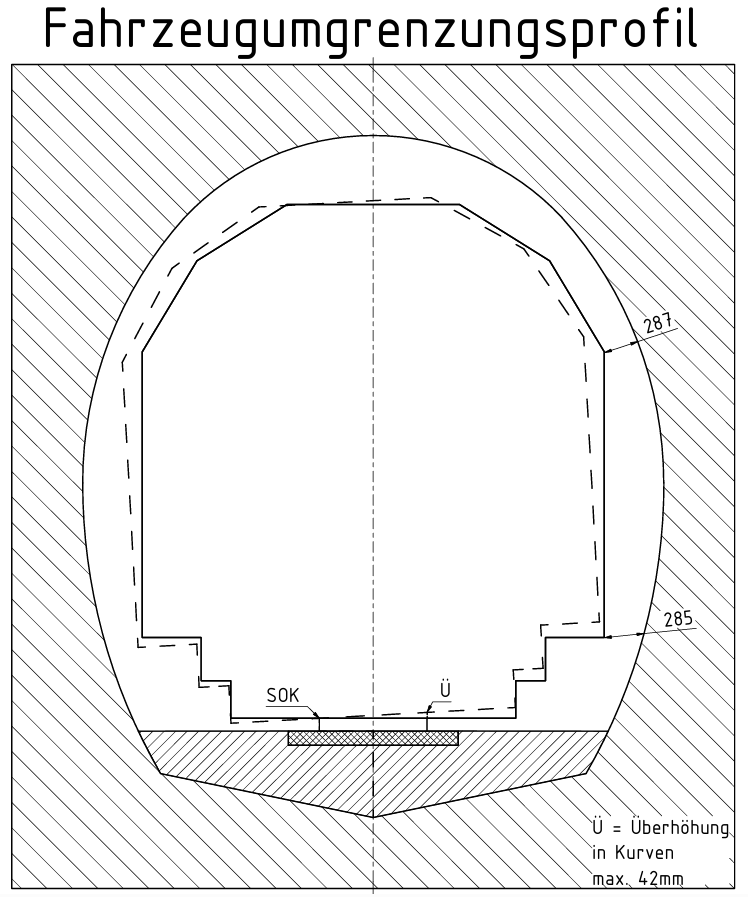
Fahrzeugumgrenzungsprofil Typ I
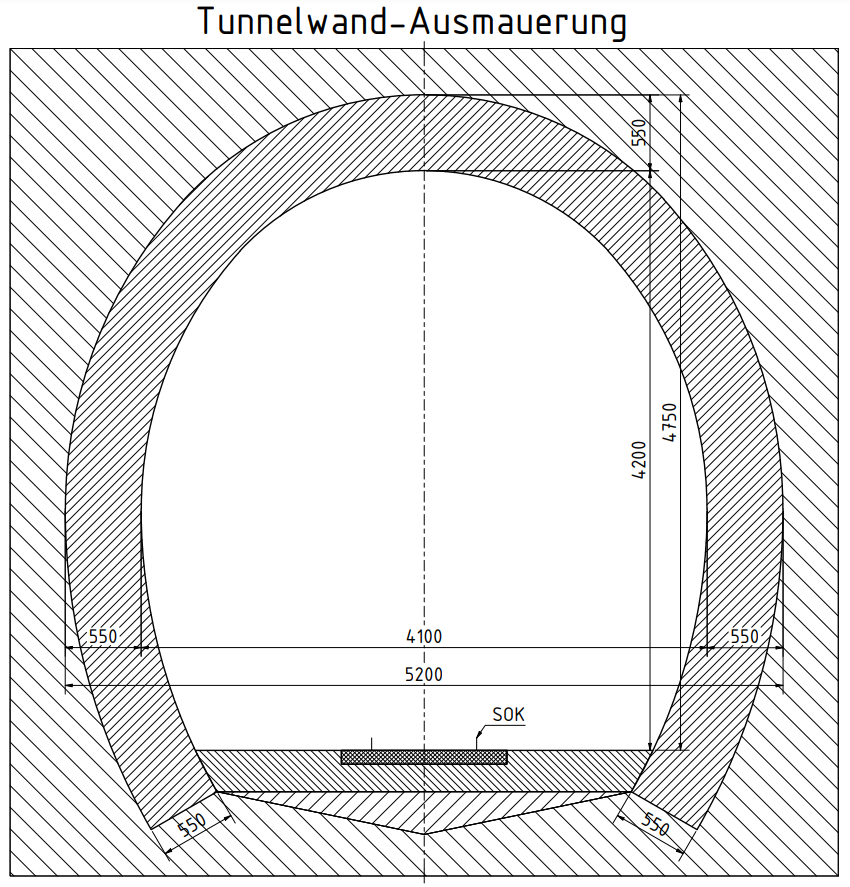
Tunnelwand Ausmauerung Typ III